# Полужа (Глоговац)
Полужа (алб. Polluzhë) је насеље у општини Глоговац, Косово и Метохија, Република Србија.

## Становништво
| Демографија | Демографија | Демографија |
| Година      | Становника  | Становника  |
| ----------- | ----------- | ----------- |
| 1948.       | 369         |             |
| 1953.       | 409         |             |
| 1961.       | 490         |             |
| 1971.       | 689         |             |
| 1981.       | 890         |             |
| 1991.       | 1.119       |             |